# Cristiano de Lima
Cristiano Silva de Lima Junior (* 5. Juni 1979 in Rio de Janeiro, Brasilien; † 5. Dezember 2004 in Bangalore, Indien) war brasilianischer Profi-Fußballspieler.
Lima brach am 5. Dezember 2004 während des Finales um den indischen Föderationen-Cup gegen Mohun Bagan AC zusammen, nachdem er Sekunden zuvor das 2:0 für seinen Verein erzielt hatte und dabei mit dem gegnerischen Torwart Subrata Pal zusammengeprallt war. Lima spielte für den Dempo Sports Club. Wiederbelebungsversuche auf dem Platz und im Hosmat-Krankenhaus in Bangalore waren erfolglos. Der Grund für den Zusammenbruch war wahrscheinlich ein unerkannter Herzfehler.
Lima war im Jahre 2003 von Brasilien nach Indien gekommen. In der Saison 2003/2004 spielte er für East Bengal Club in Kolkata und wechselte dann nach Goa. In Brasilien spielte er zuvor in Rio de Janeiro unter anderem für die Vereine CR Vasco da Gama und Sampaio Corrêa FC.

## Erfolge
- Indische Fußballmeisterschaft: 2003/2004
- Federation Cup: 2004/2005